# Iglesia católica eritrea

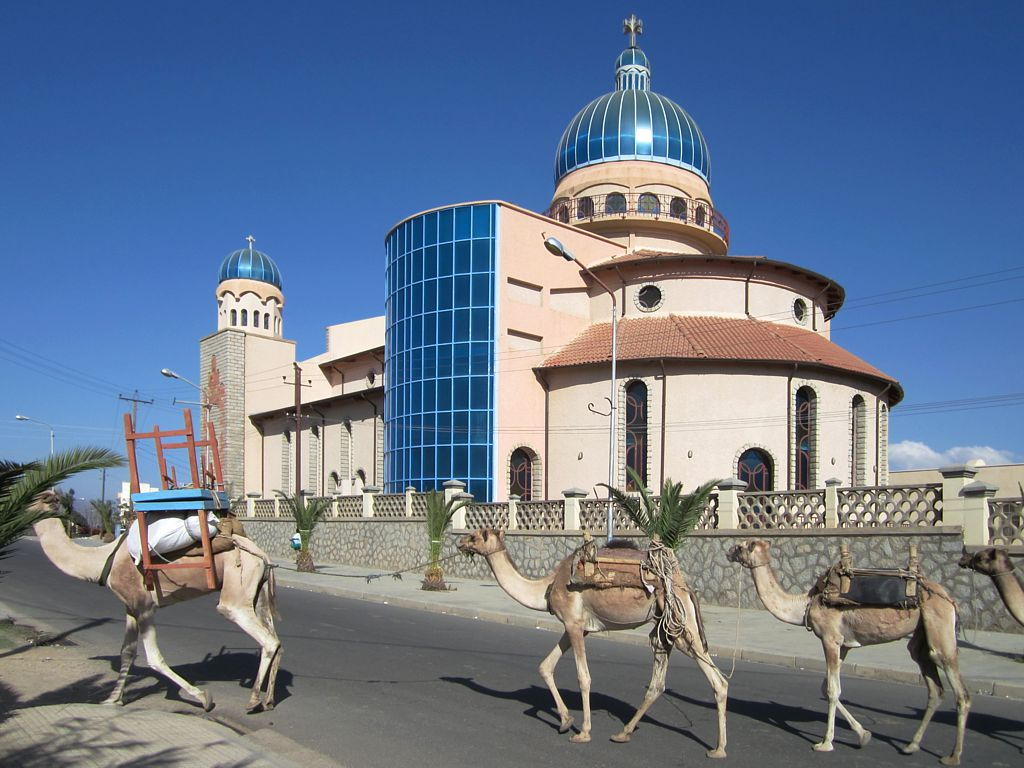
Una iglesia católica a Keren.

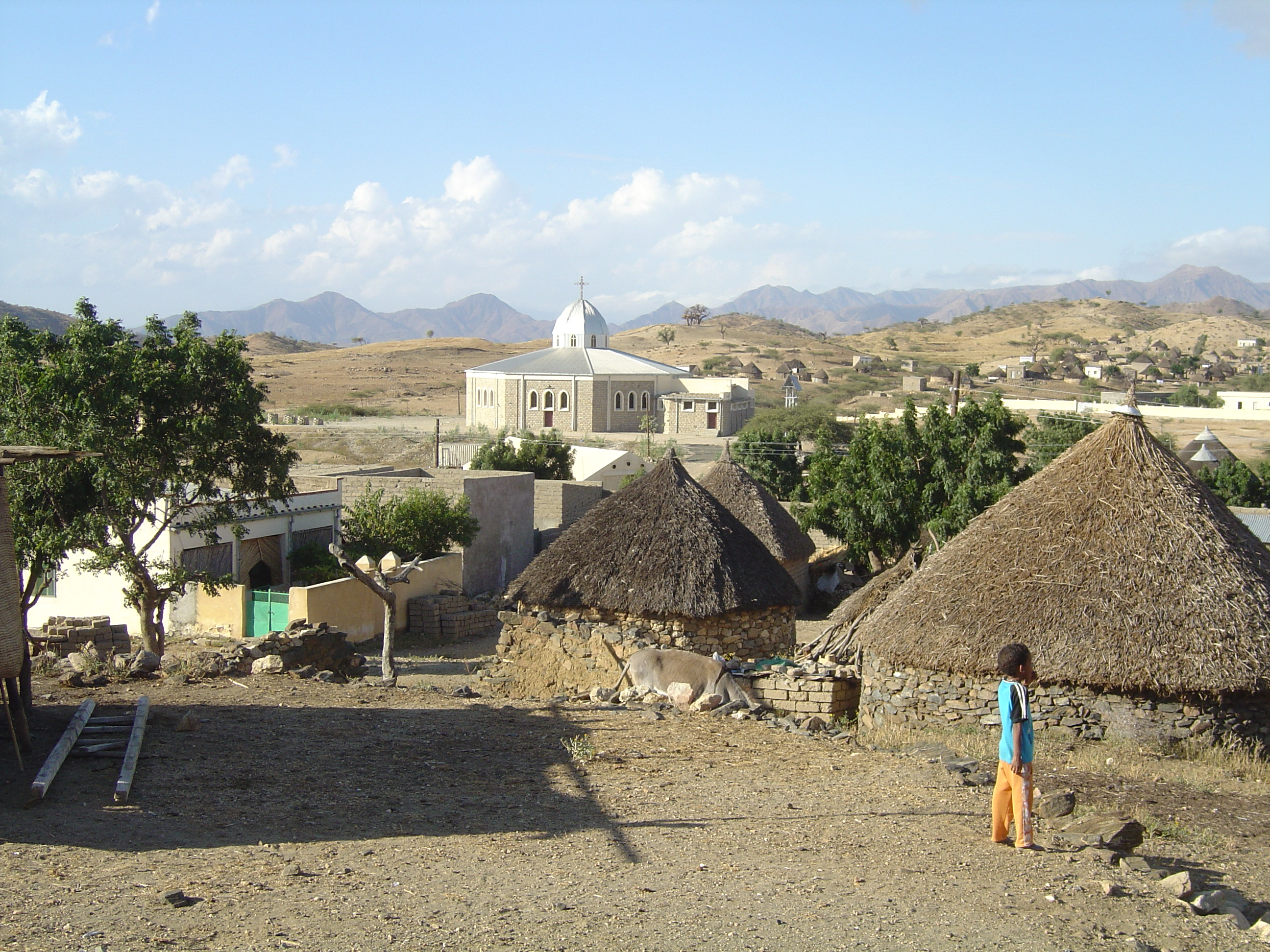
Iglesia católica en Halib Mentel (eparquía de Keren).

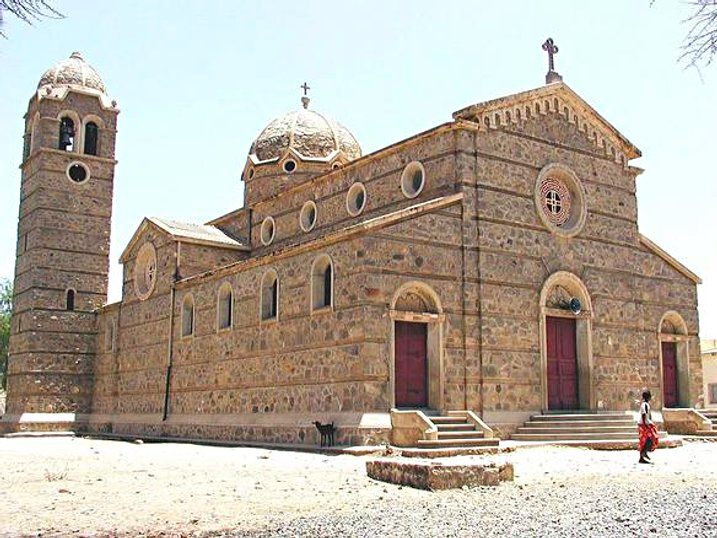
Iglesia católica en Akrur (eparquía de Segeneiti).

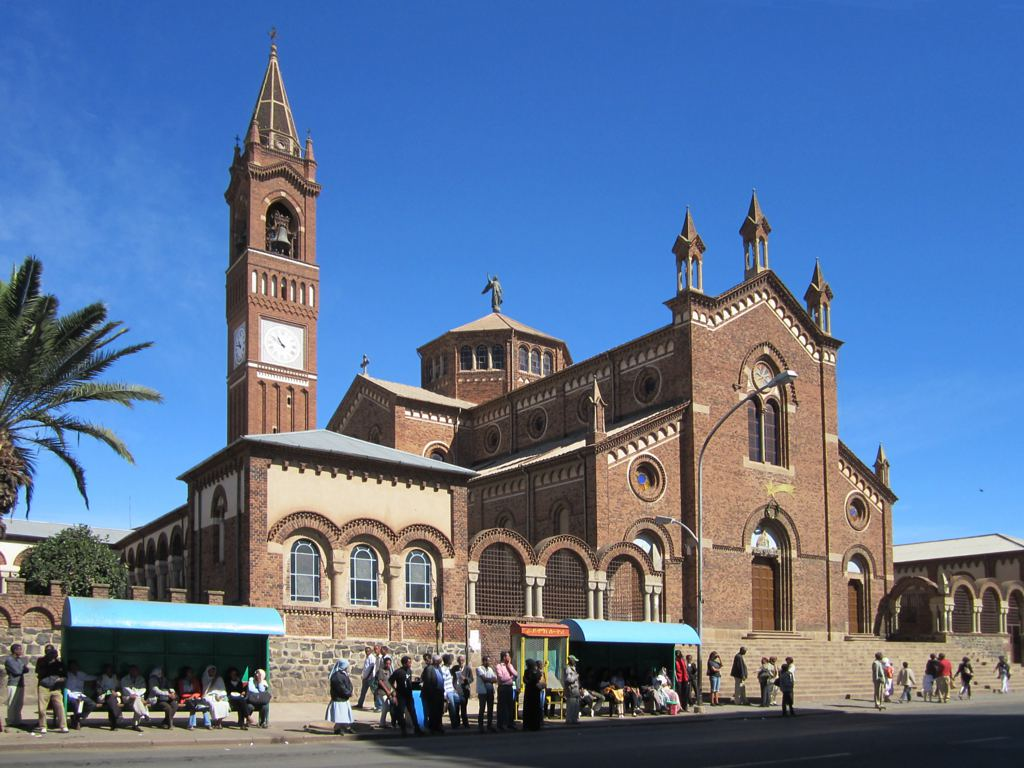
Iglesia que a fines de 1995 era la principal del vicariato apostólico de Asmara.

La Iglesia católica eritrea (en tigriña: ኤርትራዊት ቤተ ክርስቲያን; en latín: Ecclesia Catholica Erythraea,  y en el Anuario Pontificio, en italiano: Chiesa Eritrea) es una de las veinticuatro Iglesias sui iuris que conforman la Iglesia católica. Se trata de una Iglesia católica oriental que sigue la tradición litúrgica alejandrina, usando como lengua litúrgica el ge'ez y el tigriña. Está organizada como Iglesia metropolitana sui iuris de acuerdo a la forma prescripta por el título VI del Código de los Cánones de las Iglesias Orientales (CCEO), bajo supervisión del Dicasterio para las Iglesias Orientales, y es presidida por el archieparca metropolitano de Asmara, en Eritrea.
Desde el 21 de diciembre de 1995, cuando fue suprimido el vicariato apostólico de Eritrea, toda la Iglesia católica en Eritrea quedó bajo jurisdicción territorial de los obispos de rito ge'ez, aunque el rito latino continuó en uso entre la minoría remanente italiana de Asmara.

## Historia

### Cristianización de Eritrea
La cristianización de Eritrea comenzó en el siglo IV, junto con la de Etiopía, con la conversión del rey Ezana de Axum por los sirios Frumencio y Aedesios. Alrededor del 341 Frumencio fue consagrado como primer obispo de Etiopía por el arzobispo Atanasio de Alejandría, quien al formar parte de la Iglesia todavía indivisa estaba en comunión con el papa de Roma. Sus sucesores siguieron siendo enviados desde Egipto por el patriarca de Alejandría. Luego del Concilio de Calcedonia de 451, el cisma miafisista fue iniciado en su oposición por el patriarca de Alejandría Timoteo Eluro en el 457, quien excomulgó a los patriarcas ortodoxos, entre ellos el de Roma. A este patriarca lo sucedieron patriarcas ortodoxos y miafisistas, hasta que en 535 el patriarcado se dividió y la Iglesia ortodoxa copta, en cuya obediencia se hallaba la Iglesia de Etiopía, se constituyó definitivamente. El obispo de Etiopía (o abune) continuó siendo designado y enviado desde Egipto por el patriarca a requerimiento del gobernante de Etiopía, aunque con poderes muy limitados.

### Primeras misiones católicas en Eritrea
La población cristiana del territorio de Eritrea y del norte de Etiopía seguía perteneciendo a la Iglesia ortodoxa copta del patriarcado de Alejandría cuando en 1839 arribó a la región Giustino de Jacobis, un lazarista italiano que prefirió usar en la liturgia el rito alejandrino en la forma local en lengua ge'ez y no el rito romano en latín. Giustino de Jacobis había recibido el mandato de establecer una misión en Abisinia el 24 de mayo de 1839. Un número considerable de clérigos y laicos, fueron atraídos por su santidad y sus enseñanzas, entrando en comunión con la Iglesia católica, dando inicio a una comunidad católica de rito alejandrino bajo la guía del vicariato apostólico de Abisinia, que desde su sede en Keren continuó las operaciones de san Giustino de Jacobis, muerto en 1860 en el camino a Halai (Eritrea), donde esperaba poder restaurar su salud.

### Durante la colonia italiana
En 1869 Italia comenzó a ocupar Eritrea y en 1890 la declaró colonia del Reino de Italia. En vista de la consolidación del poder italiano la Santa Sede erigió el 19 de septiembre de 1894 la prefectura apostólica de Eritrea, separando el territorio italiano del vicariato apostólico de Abisinia, cuya sede estaba entonces en Keren, una ciudad que se convirtió en la primera sede de la nueva prefectura apostólica confiada a los capuchinos italianos. Con una proclamación de 23 de febrero de 1895 el gobernador de la Eritrea italiana expulsó a los restantes misioneros lazaristas, entonces predominantemente franceses, a quienes se acusó erróneamente de fomentar la resistencia armada.
El 7 de febrero de 1911 la prefectura apostólica de Eritrea fue ascendida al rango de vicariato apostólico, de modo que pasó a tener a su frente un obispo titular y ya no un simple sacerdote. La sede fue transferida de Keren a Asmara.
Para servir a los inmigrantes italianos los capuchinos promovieron el uso del rito romano, causando descontento a los católicos eritreos. Como resultado, en 1924 el futuro cardenal Alexis-Henri-Marie Lépicier, nombrado arzobispo titular de Tarso, fue enviado a Eritrea como visitador apostólico por el papa Pío XI. El cardenal informó de la necesidad de formar clérigos y de establecer una jerarquía local. En 1926 el sacerdote Kidanè-Maryam Cassà (o Kidanemariam Kasa) fue nombrado provicario de los católicos del rito alejandrino dentro del vicariato apostólico y el 4 de julio de 1930 fue designado obispo a cargo de un ordinariato independiente del vicariato apostólico (Ordinarius pro catholicis indigenis Erythraeae aethiopici ritus). Es considerado el primer obispo católico negro africano de los tiempos modernos.
Así, el vicariato apostólico de Eritrea se convirtió en una circunscripción eclesiástica exclusivamente latina. Debido a la continua inmigración de italianos, el número de sus seguidores llegó a superar a los del ordinariato oriental, como lo demuestra la iglesia dedicada a Nuestra Señora del Rosario, construida en 1923 como sede del vicariato y que todavía hoy, después de la extinción en 1995 del vicariato apostólico y la consecuente reducción del edificio a la iglesia parroquial de la archieparquía de Asmara, es comúnmente llamada la "catedral" de Asmara.
En la Eritrea italiana de principios de la década de 1940, casi el 28% de la población era católica. Los italianos presentes formaban el 12% de la población, y muchos otros, especialmente los de raza mixta, también pertenecían a la Iglesia latina. La oleada de nuevos inmigrantes convirtió en pocos años a Asmara en prácticamente una ciudad italiana, que pasó de 4000 italianos y 12 000 africanos en 1935 a 48 000 italianos y 36 000 africanos en 1939. En el mismo periodo, el número de residentes italianos en Eritrea aumentó de 4600 a 75 000.

### Asociación con Etiopía
Después de la Segunda Guerra Mundial y la asignación de Eritrea a la administración etíope, se produjo un rápido declive en la presencia de italianos. El censo británico de 1949 detectó solo 17 183 italianos entre los entonces 127 579 habitantes de Asmara. La expulsión de los misioneros extranjeros al final de la guerra significó que el clero de rito etíope tuvo que hacerse cargo de la situación. Los católicos fueron marginalizados durante mucho tiempo y despreciados después de 1941 porque se los consideraba asociados con el antiguo colonizador italiano. En 1975, con el comienzo de los conflictos entre la independentista Eritrea y Etiopía, el Gobierno italiano estableció un puente aéreo para llevar a casi todos los miembros de la comunidad italiana de Asmara a Roma. Por lo tanto, la relación entre el vicariato apostólico latino y el ordinariato de rito alejandrino se invirtió.
El ordinariato de Eritrea se convirtió en el exarcado apostólico de Asmara el 31 de octubre de 1951 en la misma fecha en que se creó el exarcado apostólico de Adís Abeba. El vicariato apostólico (desde 1930 sólo para los latinos), cuyo nombre fue cambiado el 25 de julio de 1959 a vicariato apostólico de Asmara, mantuvo su rango, a pesar del pequeño número de sus fieles; pero después del retiro el 2 de junio de 1974 de su cuarto y último vicario apostólico, no fue nombrado ningún sucesor, y la administración del vicariato fue confiada al fraile capuchino Luca Milesi, que se convirtió en obispo como el primer eparca de Barentu después de la supresión del vicariato en 1995.
El 9 de abril de 1961, el distrito eclesiástico de rito alejandrino-etiópico de Eritrea se convirtió en eparquía de Asmara, sufragánea de la archieparquía de Adís Abeba, formando parte de la nueva Iglesia metropolitana sui iuris etiópica. Más tarde, en el mismo año de 1961, comenzó la larga guerra de la independencia de Eritrea, que finalizó en 1991 con la victoria de los eritreos y los aliados rebeldes de Etiopía.

### Eritrea independiente
El 21 de diciembre de 1995 se erigieron dos nuevas eparquías en Eritrea, las de Barentu y Keren, con territorios separados de la eparquía de Asmara. Al mismo tiempo, el vicariato apostólico fue suprimido (su catedral era la iglesia de la Virgen del Rosario en Asmara). Desde entonces los pocos fieles del rito latino han sido confiados a la pastoral de los obispos católicos orientales, una situación que no ha ocurrido en ninguna otra nación. Con el territorio desmembrado de la eparquía de Asmara, se agregó una cuarta eparquía, la de Segeneiti, el 24 de febrero de 2012. Estas cuatro eparquías eritreas fueron inicialmente parte de la Iglesia católica etiópica.
El 19 de enero de 2015 el papa Francisco aceptó la petición del arzobispo metropolitano de Adís Abeba Berhaneyesus Demerew Souraphiel y el consejo de jerarcas de la Iglesia etiópica de separar la Iglesia eritrea, reconociéndola como Iglesia metropolitana sui iuris.
Esta nueva Iglesia metropolitana tiene jurisdicción sobre todo el territorio de Eritrea, que está dividido en cuatro eparquías: la de Asmara, elevada a archieparquía metropolitana, que comprende la región central del país con más de 30 000 católicos en casi 24 000 kilómetros cuadrados, y las de Barentu, Keren y Segeneiti.
El metropolita Tesfamariam nació en Berakit, parte de la eparquía de Asmara, e ingresó en la comunidad de los Misioneros Combonianos en 1971. El prelado sirvió en Uganda y se formó posteriormente en Estados Unidos, recibiendo de Juan Pablo II la dignidad de obispo de Asmara en 2001.

## Organización
De acuerdo con el Código de los cánones de las Iglesias orientales, la Iglesia católica de Eritrea, siendo una Iglesia sui iuris metropolitana, se rige por el archieparca metropolitano y por el Consejo de Jerarcas, que debe reunirse por lo menos una vez al año.
El metropolitano de una Iglesia metropolitana sui iuris dentro de los límites de su misma Iglesia ejerce su autoridad sobre los demás obispos, clérigos y otros fieles según una norma del canon 155-173 Código de los cánones de las Iglesias orientales. Para llevar a cabo su tarea es apoyado por los demás obispos reunidos en el Consejo de Jerarcas, que es un órgano colegiado de gobierno con poder legislativo, para presentar la terna de candidatos al episcopado para el nombramiento posterior que realiza el papa, la gestión de las normas litúrgicas y todas las demás competencias necesarias para el gobierno de la Iglesia sui iuris previsto por el derecho.
Los eparcas eritreos, mientras eran todavía (hasta el 19 de enero de 2015) miembros de la Iglesia católica oriental etíope, eran también miembros de la Asamblea de los Jerarcas católicos de Etiopía y Eritrea, una conferencia episcopal en la que participaban los obispos orientales y latinos, y cuyos estatutos fueron aprobados por la Santa Sede el 8 de diciembre de 2001. Teniendo en cuenta que las conferencias episcopales son un instituto de derecho canónico latino, no existe una conferencia episcopal eritrea.
Ya antes de la separación de las eparquías de Eritrea de la Iglesia católica etíope, sus relaciones con la Santa Sede tuvieron lugar a través de un canal diferente del utilizado por los obispos etíopes. Los dos primeros nuncios apostólicos ante el gobierno de Eritrea residían en la capital etíope, gobierno que dejó de aceptar la acreditación de un diplomático residente en una nación con la que Eritrea había estado en guerra de 1998 a 2000, razón por la cual la Santa Sede confió la tarea de ocuparse de los asuntos de Eritrea al nuncio que reside en Jartum en Sudán, que desde entonces actúa como intermediario para todas las relaciones entre la Santa Sede y las eparquías de Eritrea. 
Las normas contempladas para las Iglesias metropolitanas sui iuris establecen que sus metropolitanos pidan al papa la imposición del palio como símbolo de su comunión y una vez recibido tiene autoridad para convocar un Consejo de Jerarcas y ordenar obispos. El Consejo de Jerarcas tiene un carácter legislativo dentro de la Iglesia, pero sus normas deben ser sometidas a la aprobación de la Santa Sede. El metropolitano es nombrado siempre por el papa.
De acuerdo al Anuario Pontificio 2017 en Eritrea la Iglesia católica eritrea tenía a fines de 2016: 167 722 fieles de ambos ritos, 4 obispos, 150 parroquias, 97 sacerdotes seculares, 400 sacerdotes religiosos, 667 religiosos, 727 religiosas, 3 diáconos permanentes y 255 seminaristas.

## Circunscripciones eclesiásticas

### En Eritrea
De acuerdo al Anuario Pontificio 2018 dentro del territorio del metropolitanato sui iuris de Asmara a fines de 2017 existían las siguientes circunscripciones eclesiásticas eritreas:
| Circunscripción | Tipo                        | País/países | Provincia eclesiástica | Ciudad sede | Fieles bautizados (2017) | Obispos | Parroquias | Sacerdotes seculares | Sacerdotes religiosos | Religiosos | Religiosas | Diáconos permanentes | Seminaristas |
| --------------- | --------------------------- | ----------- | ---------------------- | ----------- | ------------------------ | ------- | ---------- | -------------------- | --------------------- | ---------- | ---------- | -------------------- | ------------ |

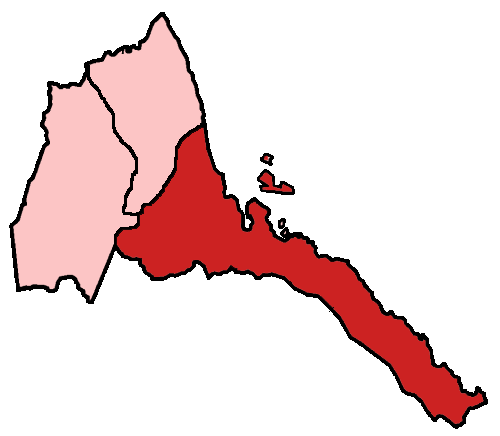
Las eparquías eritreas entre 1995 y 2012, antes de la creación de la eparquía de Segeneiti. En rojo la eparquía de Asmara, al oeste la de Barentù y al norte de la Keren

| Asmara          | Archieparquía metropolitana | Eritrea     | Asmara                 | Asmara      | 32 430                   | 1       | 59         | 17                   | 321                   | 499        | 504        | 3                    | 207          |
| Barentu         | Eparquía sufragánea         | Eritrea     | Asmara                 | Barentu     | 47 465                   | 1       | 13         | 7                    | 21                    | 24         | 35         | 0                    | 9            |
| Keren           | Eparquía sufragánea         | Eritrea     | Asmara                 | Keren       | 51 701                   | 1       | 44         | 47                   | 24                    | 70         | 81         | 0                    | 22           |
| Segeneiti       | Eparquía sufragánea         | Eritrea     | Asmara                 | Segeneiti   | 36 126                   | 1       | 34         | 26                   | 34                    | 74         | 107        | 0                    | 17           |
| TOTAL           | -                           | -           | -                      | -           | 167 722                  | 4       | 150        | 97                   | 400                   | 667        | 727        | 3                    | 255          |

- Archieparquía metropolitana de Asmara (Archieparchia Asmarensis). Comprende la región de Maekel, parte de la de Debub y parte de la de Semenawi Keyih Bahri.[34] De acuerdo al Anuario Pontificio 2017 la eparquía tiene 59 parroquias y 32 430 fieles. Su catedral en Asmara se denomina Nuestra Señora del Perpetuo Socorro (Kidane Mehret). Tiene como sufragáneas a las eparquías de:
  - Eparquía de Barentu (Barentuanus). Según la bula Quia opportunum (mandantes ut eas complectatur regiones, quae olim Gasc-Setit et Barca nuncupabantur) comprende las provincias previas a la reorganización en regiones de 1996, de Gasc-Setit (hoy parte de la región de Anseba) y de Barca (hoy dividida entre las regiones de Anseba y de Gash-Barka).[35] De acuerdo al Anuario Pontificio 2017 la eparquía tiene 13 parroquias y 47 465 fieles. Su catedral está en construcción en Barentu. Gran parte de sus fieles son de etnia kunama.
  - Eparquía de Keren (Kerensis). Según la bula Communitates in orbe (quae deinceps regiones quas Sahel et Senhit appellant complectetur) comprende las provincias previas a la reorganización en regiones de 1996, de Sahel (hoy parte de la región de Semenawi Keyih Bahri) y Senhit (hoy parte de la región de Anseba).[36] De acuerdo al Anuario Pontificio 2017 la eparquía tiene 44 parroquias y 51 701 fieles. Su catedral en Keren se denomina San Miguel. Gran parte de sus fieles son de etnia bilen.
  - Eparquía de Segeneiti (Segheneitensis). Según la bula Cum visum sit (quae suos habet fines in Erythraeae regione inter meridiem et ortum solis spectante) comprende parte de la región Debub y toda la región Debubawi Keyih Bahri.[37] De acuerdo al Anuario Pontificio 2017 la eparquía tiene 34 parroquias y 36 126 fieles. Su catedral en Segeneiti se denomina San Miguel Arcángel (Segheneytī Mīka’ēl Bēte Kristīyan).[38]

### En la diáspora
En la Iglesia católica eritrea tienen el cargo de visitador apostólico:
- Visitador apostólico para los fieles eritreos de rito alejandrino ge'ez residentes en los Estados Unidos y Canadá: el capellán de la comunidad eritrea en Los Ángeles, Tesfaldet Tekie Tsada, desde el 19 de enero de 2022.
- Visitador apostólico para los fieles eritreos de rito alejandrino ge'ez residentes en Europa: el protosincelo de la archieparquía de Asmara, Kesete Ghebreyohannes Weldegebriel, desde el 19 de enero de 2022.

Las principales comunidades en la diáspora eritrea se encuentran en:
En Suecia existe en la diócesis católica de Estocolmo la misión de rito ge'ez eritreo y etiópico dentro del vicariato para las Iglesias orientales católicas (Vikariatet för de orientalisk-katolska kyrkorna), con comunidades viviendo en Estocolmo, Gotemburgo y Lund. La misión tiene un rector basado en Bromma y una asociación juvenil (Gheez-rit katolska ungdomsförening) en Estocolmo.
En Noruega existe una asociación católica eritrea (Eritreisk sjelesorg) y una capellanía en Bergen, perteneciente a la diócesis católica de Oslo.
En el Reino Unido existe la Holy Redeemer Eritrean Catholic Gheez-Rite Chaplaincy en Londres, dentro de la arquidiócesis de Westminster; la Eritrean Catholic Chaplaincy en la St Vincent de Paul Parish de la arquidiócesis de Birmingham; y la Kidanemehret en la diócesis de Leeds.
En Canadá existe la Eritrean Catholic chaplaincy en Toronto, perteneciente a la arquidiócesis de Toronto; y la Kideste Selassie Catholic Gheez Rite Church en Calgary.
En Alemania existe la parroquia Geez-Ritus Gemeinde - St. Justin de Jacobis en Stuttgart, en la diócesis de Rottenburg-Stuttgart. Hay también una comunidad en formación en Frankfurt.
En Suiza existen comunidades católicas eritreas en Lausana y en Berna y otra en formación en Zúrich.
En Estados Unidos existen comunidades en: Glendale (Phoenix), Los Ángeles, Oakland (San Francisco), Santa Rosa, Washington, Chicago (2), Berkeley, Arlington-Alexandria, San Diego, Santa Clara (San José), Denver, Decatur (Atlanta), Boston (4), Laurel (Baltimore), Minneapolis-St Paul, Charlotte, Mt Laurel (Trenton), Corona (Nueva York), Portland, Dallas, Flint (Detroit), San Luis,  Raleigh-Durham, Las Vegas, Columbus, Filadelfia, Houston, Mercer Island (Seattle), Nueva York (2), Seattle, Milwaukee y en Florida.
Otras comunidades eritreas católicas existen en Italia, Etiopía, Malta y Kenia.